# Paranemastoma amseli
Espèce
Synonymes
- Nemastoma amseli Roewer, 1951

Paranemastoma amseli est une espèce d'opilions dyspnois de la famille des Nemastomatidae.

## Distribution
Cette espèce est endémique de Sardaigne en Italie. Elle se rencontre vers Sorgono.

## Description
La femelle holotype mesure 5 mm.

## Systématique et taxinomie
Cette espèce a été décrite sous le protonyme Nemastoma amseli par Roewer en 1951. Elle est placée dans le genre Paranemastoma par Marcellino en 1983.

## Étymologie
Cette espèce est nommée en l'honneur de Hans Georg Amsel.

## Publication originale
- Roewer, 1951 : « Über Nemastomatiden. Weitere Weberknechte XVI. » Senckenbergiana, vol. 32, p. 95–153.